# Boate carioca
Boate Carioca è uno dei sottogeneri del funk carioca in fusione con la musica elettronica, sviluppato intorno al 2017 e 2018 da artisti funk di Rio de Janeiro e San Paolo. Tra la fine del 2019 e l'inizio del 2020, il genere ha ottenuto ripercussioni nazionali, essendo stato adottato da artisti di altri generi come Anitta e Alok, che hanno portato un'identità più pop allo stile, pur mantenendo la tipica liricità del funk carioca.